# Seznam hor a kopců v Burkině Faso
Toto je seznam hor a kopců v Burkině Faso.

## Tabulka
| Pořadí | Název       | Výška (m) | Region            | Souřadnice                |
| ------ | ----------- | --------- | ----------------- | ------------------------- |
| 1      | Tena Kourou | 749       |                   | 10°47′ s. š., 5°25′ z. d. |
| 2      | Tanlallé    | 562       | Centre-Nord       | 13°22′ s. š., 1°43′ z. d. |
| 3      | Kantolo     | 542       | Hauts-Bassins     | 11°29′ s. š., 4°33′ z. d. |
| 4      | Tonvo       | 470       | Hauts-Bassins     | 11°33′ s. š., 4°27′ z. d. |
| 5      | Koèl        | 448       | Sahel             | 14°34′ s. š., 0°28′ z. d. |
| 6      | Kanso       | 448       | Hauts-Bassins     | 11°21′ s. š., 4°14′ z. d. |
| 7      | Zaran Kipsi | 441       |                   | 14°41′ s. š., 0°53′ z. d. |
| 8      | Nanga       | 417       | Boucle du Mouhoun | 13°12′ s. š., 2°57′ z. d. |
| 9      | Gabou Kani  | 411       | Sahel             | 14°16′ s. š., 0°56′ z. d. |
| 10     | Lakba       | 400       | Sahel             | 14°25′ s. š., 0°27′ z. d. |
| 11     | Bèlliata    | 394       | Sahel             | 14°17′ s. š., 0°6′ z. d.  |